# Carolinaia obscura
Carolinaia obscura är en insektsart. Carolinaia obscura ingår i släktet Carolinaia och familjen långrörsbladlöss. Inga underarter finns listade i Catalogue of Life.